# Bactrocera carambolae
Bactrocera carambolae (Drew & Hancock, 1994) é uma espécie de díptero da família Tephritidae, também conhecida como mosca da carambola. 

## Origem
É uma das espécies de moscas-das-frutas de maior importância econômica para a fruticultura mundial. Ataca várias espécies frutíferas tais como: carambola, goiabeira, manga, caju,  laranja, acerola, tangerina, Jambo-vermelho, entre outras. A mosca-da-carambola é originária da Indonésia, Malásia e Tailândia, sendo a única espécie do gênero Bactrocera introduzida no continente americano. Foi coletada pela primeira vez na América do Sul em 1975, em Paramaribo, Suriname. Em 1989, foi detectada na Guiana Francesa. Em 1996, foi detectada oficialmente no Brasil, especificamente no município de Oiapoque, estado do Amapá.
A mosca da carambola foi detectada no Brasil em março de 1996, no município de Oiapoque (AP). É considerada praga quarentenária A2, para o Brasil. Está restrita ao estado do Amapá, já tendo sido registrada em vários municípios, tais como Calçoene, Macapá, Mazagão, Porto Grande, Santana e Tartarugalzinho.

## Descrição
A mosca-da-carambola, na fase adulta, tem de 7 a 8 mm de comprimento, a parte superior do tórax é de cor negra, o abdome é amarelado e marcado por listras negras que se encontram formando um “T”. A asa não tem faixa transversal, o mesonoto tem duas faixas longitudinais amarelas e o escutelo é amarelo. Os adultos apresentam grande capacidade de voo e podem voar por longas distâncias no caso de falta de hospedeiros ou alimento.